# Theodor von Hallwyl

Cecile von Hallwyl, 1860-tal.

Fotografiporträtt på Theodor von Hallwyl, 1860-talet.

Theodor Hans Walther Hugo von Hallwyl, född 24 juli 1810 i Holland, död 13 december 1870 i Rörswil, Schweiz, var en schweizisk riksgreve, godsägare och konstmecenat.

## Biografi
Theodor von Hallwyl var äldste son till Karl Gabriel von Hallwyl och Wilhelmine von Goumoëns. Han var gift med Margaretha Cécile von Im Hoff (1815-1893) med vilken han hade barnen Hans von Hallwyl, Walther von Hallwyl och Agnes von Hallwyl. 
Efter studier för privatlärare och vid Institut von Fellenberg övergick Theodor von Hallwyl till konststudier i München, Wien och Bern. Efter studierna tjänstgjorde han som militär men tvingades ta avsked på grund av ett öronproblem som gjorde honom inkapabel att arbeta som militär. I samband med det avslutade han också sin politiska verksamhet och ägnade sig åt konstsamlande och verkade för att befordra konsten i sin hemstad Bern.
År 1847 medverkade han till resandet av en ryttarstaty av Rudolf von Erlach, en av kantonen Berns nationalhjältar. För att kunna betala statyn sålde han sin omfattande konstsamling till staden, vilket blev grundstenen till
Kunstmuseum Bern. 
I och med giftermålet med Cécile von Im Hoff blev han ägare till godset Rörswil utanför Bern samt en mindre förmögenhet som hennes far, Balthasar von Im Hoff, skänkt i hemgift.  Från 1850 var han även ägare av slottet Hallwil.
Theodor von Hallwyl var övertygad reformert kristen och skrev boken La morale chétienne (1865) som såldes till förmån för utsatta barn. För sina insatser förlänades han Frans Josefsorden av Österrike och Sankt Mauritius och Sankt Lazarusorden av Italien.